# Нандлштат
Нандлштат (њем. Nandlstadt) град је у њемачкој савезној држави Баварска. Једно је од 24 општинска средишта округа Фрајзинг. Према процјени из 2010. у граду је живјело 4.967 становника. Посједује регионалну шифру (AGS) 9178144.

## Географски и демографски подаци
Нандлштат се налази у савезној држави Баварска у округу Фрајзинг. Град се налази на надморској висини од 465 метара. Површина општине износи 34,3 km². У самом граду је, према процјени из 2010. године, живјело 4.967 становника. Просјечна густина становништва износи 145 становника/km².